# Personaggi di Avatar - La leggenda di Aang
Questa voce contiene un elenco dei personaggi della serie animata Avatar - La leggenda di Aang.
I personaggi della serie sono stati progettati da Michael Dante DiMartino e Bryan Konietzko, i co-creatori della serie. La grafica del personaggio in stile anime è stata ispirata da Cowboy Bebop di Shinichiro Watanabe, Samurai Champloo e FLCL di Gainax. La concezione originale del design dei personaggi deriva da uno schizzo di Bryan Konietzko che raffigurava un uomo di mezza età calvo e con una freccia sulla testa. Anche case d'animazione come Studio 4°C, Production I.G e Studio Ghibli, che hanno prodotto cartoni animati in stile anime, sono stati fonte di ispirazione.
I doppiatori principali della serie sono Zach Tyler Eisen (Aang), Jack De Sena (Sokka), Mae Whitman (Katara), Dante Basco (Zuko), Mako (Iroh), e Dee Bradley Baker (Appa e Momo). Tra i doppiatori principali dei personaggi secondari della prima stagione ci sono Jason Isaacs (Zhao) e Crawford Wilson (Jet). Per la seconda stagione, la maggior parte dei personaggi principali della prima stagione è rimasta invariata. Entrano nel cast nuovi doppiatori: Jessie Flower come doppiatrice di Toph Beifong, Grey DeLisle nei panni di Azula, Cricket Leigh presta la voce a Mai, Olivia Hack e Clancy Brown nei panni rispettivamente di Ty Lee e Long Feng. Mako Iwamatsu, doppiatore di Iroh, muore per cancro alla gola dopo che la produzione è stata completata. Nella terza stagione si aggiunge al cast dei personaggi principali Mark Hamill per dare la voce al Signore del Fuoco Ozai, dopo aver avuto piccole apparizioni nella prima e seconda stagione, mentre Greg Baldwin sostituisce ufficialmente Mako come doppiatore di Iroh anche in La leggenda di Korra.

## Cast
- Legenda:      Personaggio principale;      Personaggio ricorrente;      Cameo;      Non appare.

| Personaggio  | Doppiatore                        | Stagioni           | Stagioni             | Stagioni           |
| Personaggio  | Doppiatore                        | Libro primo: Acqua | Libro secondo: Terra | Libro terzo: Fuoco |
| ------------ | --------------------------------- | ------------------ | -------------------- | ------------------ |
| Aang         | Zach Tyler Eisen                  |                    |                      |                    |
| Katara       | Mae Whitman                       |                    |                      |                    |
| Sokka        | Jack De Sena                      |                    |                      |                    |
| Zuko         | Dante Basco                       |                    |                      |                    |
| Iroh         | Mako (st.1-2) Greg Baldwin (st.3) |                    |                      |                    |
| Toph Beifong | Jessie Flower                     |                    |                      |                    |
| Azula        | Grey DeLisle                      |                    |                      |                    |
| Suki         | Jennie Kwan                       |                    |                      |                    |
| Ozai         | Mark Hamill                       |                    |                      |                    |
| Mai          | Cricket Leigh                     |                    |                      |                    |
| Ty Lee       | Olivia Hack                       |                    |                      |                    |

## Personaggi principali

### Aang
Aang (stagioni 1-3), voce originale di Mitchel Musso (episodio pilota) e Zach Tyler Eisen (Avatar), italiana di Alessio De Filippis.
Il protagonista della serie. È un vivace ragazzino dall'apparente età di dodici anni; la sua età reale invece, è di centododici anni poiché ha vissuto per un secolo in ibernazione all'interno di un iceberg. È l'incarnazione attuale dell'Avatar e deve acquistare padronanza di tutti e quattro gli elementi per portare la pace al mondo intero, ristabilendo l'equilibrio fra le quattro nazioni. Aang ama viaggiare per il mondo, è sempre desideroso di imparare nuove cose e, come ogni Nomade dell'Aria, è vegetariano e crede nella non-violenza. Come ogni ragazzo della sua età, ama divertirsi e a volte antepone questo desiderio alle sue pesanti responsabilità. È innamorato di Katara.

### Katara
Katara (stagioni 1-3), voce originale di Mae Whitman, italiana di Ilaria Latini.
Ha quattordici anni ed è l'ultima dominatrice dell'acqua della Tribù dell'Acqua del Sud. Katara, con suo fratello Sokka, trova Aang all'inizio della serie dentro ad un iceberg. Lei e Sokka lo accompagnano nella sua missione per sconfiggere il signore del fuoco e per portare la pace tra le quattro nazioni. Katara è matura e responsabile, per lei il benessere dei suoi compagni viene prima di qualsiasi altra cosa, e per questo motivo è il capo ideale nelle situazioni critiche. Tuttavia crede che le decisioni da lei prese siano sempre le migliori, anche quando si sono rivelate pessime. Malgrado la sua natura gentile, Katara, ha un temperamento suscettibile che, unito alle sue abilità di dominatrice, può essere abbastanza distruttivo. Dopo la morte della loro madre a causa della Nazione del Fuoco, Katara ha assunto nei confronti di suo fratello Sokka un ruolo materno, una natura che più successivamente ha ripreso nei confronti di Aang. Si innamora di Aang ed è inoltre l'unica che riesce a calmarlo quando è nello stato dell'Avatar.

### Sokka
Sokka (stagioni 1-3), voce originale di Jack De Sena, italiana di Corrado Conforti (st. 1) e Marco Baroni (st. 2-3).
È un guerriero di quindici anni della Tribù dell'Acqua del Sud che, con sua sorella Katara, accompagna Aang nella sua missione per sconfiggere il signore del fuoco. Sokka si descrive come "il ragazzo della carne e del sarcasmo" e, diversamente da sua sorella, non può dominare. Tuttavia in diverse occasioni dimostra di possedere una grande ingegnosità, ereditata dal padre. L'orgoglio è il motore della sua forza, insieme alla scienza, là dove le arti mistiche e marziali falliscono. Il suo atteggiamento immaturo però induce spesso gli altri a sottovalutare il suo intelletto. Diventa molto bravo nel combattimento con la spada grazie al maestro Piandao della Nazione del Fuoco nella terza stagione, un membro segreto del Loto Bianco. Vivrà più relazioni amorose tra cui Yue, principessa della Tribù dell'Acqua del Nord, e Suki, una guerriera di Kyoshi.

### Zuko
Zuko (stagioni 1-3), voce originale di Dante Basco e Elijah Runcorn (da bambino), italiana di Stefano Crescentini.
Ha sedici anni ed è il principe esiliato della Nazione del Fuoco. Zuko è ossessionato dalla ricerca dell'Avatar, essendo la sua cattura l'unico modo per ristabilire il suo onore e riacquistarsi la fiducia di suo padre, il signore del fuoco Ozai. Si comporta spesso in modo brusco e scortese tenendo le altre persone a distanza, ma si è rivelato essere una persona molto sensibile (una caratteristica che viene esibita quasi solamente in presenza di suo zio Iroh). Il suo carattere matura durante la ricerca tanto che nella terza stagione, pentitosi delle sue azioni, si unisce ad Aang per aiutarlo nella sua missione e insegnargli il dominio del fuoco. Il suo aspetto è ben noto, specie a causa dell'ustione sopra l'occhio sinistro che ha ricevuto, come punizione, durante un Agni Kai con suo padre.

### Iroh
Iroh (stagioni 1-3), voce originale di Mako (st. 1-2) e Greg Baldwin (st. 3), italiana di Dario De Grassi.
È un anziano generale in pensione della Nazione del Fuoco ed è lo zio del principe Zuko. Iroh è il fratello maggiore del signore del fuoco Ozai, ed era l'erede originale al trono della Nazione del Fuoco, a cui ha rinunciato dopo la morte di suo figlio. È un dominatore del fuoco molto potente noto come il "Dragone dell'ovest", soprannome nato dal suo stato di dragone, cioè un dominatore del fuoco che ha amplificato i propri poteri uccidendo un drago, e molto rispettato dalla sua gente, nonostante avesse fallito nell'assedio a Ba Sing Se. Iroh è un uomo anziano e gentile e passa il proprio tempo bevendo tè (bevanda che ama moltissimo e del quale è esperto conoscitore), giocando a pai sho e cantando o suonando; ha sempre parole di conforto e di speranza per chiunque, ed ha una sua personale filosofia di vita. Considera Zuko un figlio più che un nipote, in particolare dopo la perdita del proprio, Lu Ten, in battaglia durante l'assedio di Ba Sing Se.

### Toph Beifong
Toph Beifong (stagioni 2-3), voce originale di Jessie Flower, italiana di Letizia Ciampa.
Ha dodici anni, ed è una dominatrice della terra cieca che decide di scappare da una vita troppo agiata e dai genitori troppo protettivi per viaggiare insieme ad Aang nella seconda stagione. Alle spalle dei genitori, diventa famosa nei tornei sotterranei tra dominatori della terra con il soprannome di "Bandita cieca", venendo notata da Aang proprio in uno dei suoi incontri mentre stava cercando un maestro. Anche se priva della vista, Toph è probabilmente la migliore dominatrice della terra in tutto il regno, avendo sviluppato per compensazione una sensibilità tattile eccezionale che esercita costantemente attraverso i piedi scalzi definita "senso sismico": Toph infatti, interpretando le vibrazioni del terreno, è in grado di vedere il mondo attorno a sé percependo anche cose difficilmente notabili o perfino invisibili agli occhi. Con il tempo Toph impara a dominare la sabbia e arriva, grazie al senso sismico, ad inventare il dominio del metallo diventando la prima ad esercitarlo. Chiama fin dall'inizio Aang "Piedi rapidi", per la sua forma di combattimento schiva e veloce.

### Azula
Azula (stagioni 1-3), voce originale di Grey DeLisle, italiana di Domitilla D'Amico.
È l’antagonista principale della seconda stagione e secondaria della terza. Ha quattordici anni ed è la principessa della Nazione del Fuoco, sorella minore di Zuko, nipote di Iroh, e figlia prediletta del signore del fuoco Ozai; fin da bambina ha dimostrato di essere una persona crudele e senza scrupoli. Azula ha una straordinaria abilità nel combattimento e nel dominio del fuoco, e la sua mente è indirizzata verso la guerra e il potere. Manipola gli altri, ingannando e torturando mentalmente anche suo fratello Zuko. Il padre le affida il duplice compito di imprigionare e portare in patria il fratello e lo zio, e di uccidere l'Avatar.

### Suki
Suki (stagioni 1-3), voce originale di Jennie Kwan, italiana di Federica De Bortoli.
È la leader delle Guerriere di Kyoshi, paladine dell'omonima isola. Abile e coraggiosa, è fedele alleata di Aang, Katara e Sokka. Pur non possedendo alcun dominio, Suki dimostra più volte nel corso della serie di essere una combattente formidabile, riuscendo a tenere testa alla maggior parte degli avversari, dominatori e non, grazie al suo addestramento; le sue armi principali sono una coppia di affilati ventagli, che utilizza con grande destrezza nello stesso stile creato secoli prima dall'Avatar Kyoshi. Nella seconda stagione si innamora di Sokka e si fidanza con lui. Suki viene successivamente catturata da Azula mentre sta proteggendo Appa insieme alle sue guerriere e rinchiusa nella prigione di massima sicurezza della Nazione del Fuoco, la Roccia Bollente, per poi esserne tratta in salvo da Sokka e da un redento Zuko. Si unirà quindi ad Aang e agli altri nel loro viaggio. Parteciperà, assieme a Sokka e Toph, alla distruzione della flotta di aeronavi della Nazione del Fuoco, mentre Aang affronterà Ozai. Alla fine della guerra riunirà nuovamente le Guerriere di Kyoshi, accogliendo tra i loro ranghi anche Ty Lee.

### Ozai
Ozai (stagioni 1-3), voce originale di Mark Hamill, italiana di Valerio Sacco (st. 3).
È il sovrano assoluto della Nazione del Fuoco, padre di Zuko e di Azula e fratello minore di Iroh, nonché l'antagonista principale della serie. Ha condotto il suo paese in una guerra che coinvolge le altre nazioni e che, iniziata dal suo antenato Sozin, dura ormai da un secolo. Vuole fondare un Impero del Fuoco che riunisca sotto di sé tutte le quattro nazioni e attende con ansia l'arrivo della cometa di Sozin, la quale incrementerà a dismisura il potere dei Dominatori del fuoco, per portare il colpo finale e vincere così la guerra. Uomo estremamente crudele e spietato, è un tiranno megalomane convinto di essere sempre nel giusto in quanto Signore del Fuoco. Nel corso della serie dimostra la sua crudeltà più volte: avrebbe sacrificato il figlio Zuko per salvare il suo ruolo a corte, se non avesse trovato per tempo il modo di uccidere il padre e falsificare il testamento ottenendo il trono; ustiona gravemente il volto del giovane figlio Zuko reo di avere criticato pubblicamente la spietatezza della strategia di uno dei suoi generali per poi scacciare Zuko con disonore affidandogli un compito ritenuto impossibile ovvero ritrovare l'Avatar scomparso. Cerca di uccidere Zuko dopo che questi gli comunica di avere cambiato schieramento e di volersi alleare con l'Avatar. Per vincere definitivamente la guerra accoglie un suggerimento della figlia Azula, cioè quello di spazzare via gran parte della popolazione del Regno della Terra bruciando tutto il territorio nemico, imitando ciò che fece il nonno Sozin ai Nomadi dell'Aria, sfruttando la stessa cometa. Infine viene sconfitto in un duello da Aang che, col dominio dell'energia, gli toglierà il dominio del fuoco rendendolo inerme.

## Personaggi secondari

### Avatar
- Roku (stagioni 1-3), voce originale di James Garrett (anziano), Andrew Caldwell (giovane), italiana di Dario Penne (anziano).
Era il predecessore di Aang, proveniente dalla Nazione del Fuoco. Un tempo era il migliore amico del signore del fuoco Sozin: i due si allenavano insieme, erano nati lo stesso giorno; però tale amicizia si incrinò quando quest'ultimo gli parlò dei suoi progetti di muovere guerra alle altre nazioni, fino a rompersi del tutto quando mise tali progetti in atto. Molti anni dopo, una notte, il vulcano dell'isola su cui Roku abitava eruttò e nonostante l'Avatar fece tutto ciò che potesse fare per ridurre i danni, ben presto la situazione diventò disperata e Roku a poco a poco cominciò a soccombere ai vapori venefici generati dall'eruzione. Nonostante i contrasti Sozin accorse in aiuto al vecchio amico; quando però Roku fu colpito da una folata di gas che lo lasciò a terra agonizzante, il signore del fuoco, resosi conto di come i suoi progetti non potessero avverarsi senza la morte dell'amico, decise di abbandonarlo alla sua sorte. Durante la serie si presenta sotto forma di spirito che svolge la funzione di consigliere, per aiutare Aang a diventare un vero Avatar. Si scopre essere il nonno della madre di Zuko, Ursa[19]. Nel primo fumetto sequel della serie, The Promise, incita Aang ad agire contro Zuko quando questo, pur essendo suo pro-nipote, sembra voler opporsi alla ristorazione dell'equilibrio: quando Aang, capite le motivazioni dell'amico, lo appoggia, Roku esorta nuovamente Aang a non lasciarsi prendere dalle emozioni, ma quest'ultimo, decidendo di non poter fare affidamento sulla vita precedente se essa non capisce gli irrimediabili cambiamenti avvenuti nel mondo, recide temporaneamente il proprio legame con lui, ma così facendo, essendo il ciclo degli avatar a una catena, Aang danneggia il suo legame anche con tutte le sue vite precedenti, fino a che i due non si riconciliano, dopo un anno.
- Kyoshi (stagioni 2-3), voce originale di Jennifer Hale.
Era la Avatar precedente a Roku, proveniente dal Regno della Terra. Viene citata più volte nella serie e si presenta talvolta ad Aang per fornirgli consigli; la sua personalità è per alcuni tratti opposta a quella di Aang, in quanto lei non esitava a ricorrere alla forza, anche letale, pur di proteggere il mondo. Usando i suoi poteri di Avatar, ha separato l'istmo peninsulare sul quale sorgevano i villaggi della sua gente e portandolo in mare aperto creando l'Isola di Kyoshi, fondando poi le guerriere di Kyoshi e tramandando il suo stesso stile di combattimento a questi gruppi di ragazze volenterose per continuare a difendere le loro terre e la loro gente. Inoltre fu colei che si occupò della fondazione e dell'addestramento del Dai Li, le guardie del corpo del re della terra, non immaginando la corruzione che sarebbe nata in seguito al suo interno. Avatar più longeva della storia (visse per duecentotrent'anni), era una titanessa dal corpo robusto e dall'elevata statura; aveva il numero di piedi più grande di ogni altro Avatar.
- Kuruk (stagioni 2-3), voce originale di Jim Meskimen.
Era l'Avatar precedente a Kyoshi, proveniente dalla Tribù dell'Acqua del Nord. Ha vissuto in una epoca di pace e non ha mai avuto bisogno di imporsi per ristabilire l'equilibrio, vivendo in modo spensierato ed un poco superbo, ma mise la testa a posto quando si innamorò. Purtroppo la sua felicità fu di breve durata perché la sua amata fu condotta nel regno degli spiriti dallo spirito Koh il "Ladro di volti", che le rubò il volto e la lasciò a vagare nel mondo spirituale come punizione al comportamento troppo immaturo di Kuruk ed il suo sottovalutare l'importanza di essere l'Avatar. Kuruk, pieno di ira, quasi uccise lo spirito, ma non lo fece capendo che se l'avesse fatto avrebbe alterato l'equilibrio e avrebbe distrutto l'amore della sua vita. Tale esperienza ha fatto sì che, nel momento in cui Aang gli chiede consiglio riguardo a cosa fare contro Ozai, Kuruk gli intima di non lasciarsi influenzare dagli altri e di essere lui stesso l'artefice del suo destino. È da aggiungere anche che Koh non prova rancore verso Aang poiché questo e Kuruk sono due persone diverse.
- Yangchen (stagioni 2-3), voce originale di Tress MacNeille.
Era l'Avatar precedente a Kuruk, proveniente dal Tempio dell'Aria dell'Ovest. Nel momento in cui Aang le chiede aiuto, lei gli ricorda che in quanto Avatar non può permettersi né di distaccarsi dal mondo, né di preoccuparsi dei suoi doveri spirituali, in quanto responsabile della vita e dell'equilibrio del mondo intero; quindi per il bene di quest'ultimo, Aang dovrà essere in grado di andare contro i suoi stessi principi in nome di un bene più grande. Due anni dopo la sconfitta di Ozai, durante gli avvenimenti del sequel fumettistico The Rift, Aang si rivolge nuovamente a Yangchen quando deve affrontare uno spirito già affrontato da lei secoli prima. Dopo avergli dato consiglio, Yangchen sprona il giovane avatar a riconciliarsi con la vita precedente, Roku.

### Regno della Terra
- Haru (stagione 1, 3), voce originale di Michael Dow, italiana di Marco Baroni (st. 1).
È un dominatore della terra che viene aiutato da Sokka, Aang e Katara a liberare suo padre e altri dominatori della terra dalla Nazione del Fuoco. Ricompare tempo dopo nell'invasione contro la Nazione del Fuoco il giorno del Sole Nero. Dopo che l'invasione fallisce, Haru parte con Aang e il suo gruppo per il Tempio dell'Aria dell'Ovest, ma si separa da loro durante l'attacco di Azula. Si riunisce con suo padre dopo la sconfitta definitiva del Signore del Fuoco.
- Tyro (stagione 1, 3), voce originale di Kevin Michael Richardson.
È un dominatore della terra e il padre di Haru. Nel primo libro, lui e molti altri dominatori della terra fuggono da una prigione della Nazione del Fuoco grazie a suo figlio insieme a Katara, Aang e Sokka. Nel terzo libro, in seguito si unisce all'invasione della Nazione del Fuoco con suo figlio, ma viene catturato dopo che l'invasione fallisce. È visto con Haru nel finale della serie.
- Jin (stagione 2): è una ragazza del Regno della Terra con un debole per Zuko, ricambiato.
- Joo Dee (stagione 2): diventa la guida di Sokka, Aang, Toph e Katara nella città di Ba Sing Se. Come molte altre ragazze della città, Joo Dee è stata ipnotizzata allo scopo di osservare il comportamento dei cittadini più importanti appena arrivati in città, essendo quelli che più facilmente possono avvicinarsi al re e fargli arrivare delle voci della guerra.
- Kuei (stagione 2), voce originale di Phil LaMarr, italiana di Teo Bellia.
È il re del Regno della Terra. Sempre in compagnia del suo orso da compagnia Bosco (unico animale non ibrido della serie), fino alla fine della seconda stagione non ha la minima idea della guerra che si combatte da cento anni, né di ogni altra cosa che accade fuori dal palazzo, dal quale non è mai uscito. Si fida ciecamente dei suoi consiglieri, che lo manipolano a loro piacimento.
- Long Feng (stagione 2), voce originale di Clancy Brown, italiana di Gino La Monica.
L'intelligente e manipolatore gran segretario di Ba Sing Se, capo dei Dai Li, e vice del re del Regno della Terra. In realtà è Long Feng a governare su Ba Sing Se, lasciando all'oscuro di tutto il re, che nemmeno è a conoscenza della guerra che si combatte da cento anni. Prima della sua sconfitta per mano di Aang e Jet, è stato a capo dei servizi segreti di Ba Sing Se: il Dai Li, grazie al quale riusciva ad avere un forte presa su ciò che accadeva nella capitale.
- Xin Fu (stagione 2), voce originale di Marc Graue.
È stato promotore e conduttore in un'arena di combattimenti del dominio della terra che successivamente diventerà un cacciatore di taglie, insieme al Maestro Yu, assunto dal padre di Toph per riportarla a casa. Durante la ricerca di Toph, insegue anche Zuko e Iroh. Riesce a catturare Toph in una cassa di metallo, ma lei riesce a sfuggirgli grazie al dominio del metallo e intrappolare al suo interno il Maestro Yu.
- Yu (stagione 2): è un istruttore in un'accademia per il dominio della terra e insegnante personale di dominio della terra di Toph Beifong. All'inizio non era a conoscenza delle prodezze di Toph, considerando che la vedeva come cieca e indifesa. In seguito, insieme a Xin Fu, viene messo a contratto dal padre di Toph come cacciatore di taglie per riportarla a casa.
- Boulder (stagioni 2-3), voce originale di Mick Foley.
È un dominatore della terra visto per la prima volta come pugile nella seconda stagione; ma che riappare nel terzo libro durante il tentativo di invadere la Nazione del Fuoco. Parla di se stesso in terza persona e il suo nome è pensato come una parodia di The Rock.
- Meccanico (stagione 1, 3), voce originale di René Auberjonois.
È un geniale ed eccentrico inventore nel Regno della Terra, che ha portato il suo popolo a stabilirsi nel abbandonato Tempio dell'Aria del Nord quando il suo villaggio fu distrutto da un'alluvione. Sfortunatamente, le sue abilità arrivano all'attenzione della Nazione del Fuoco ed è costretto a sviluppare un certo numero di macchine, riscattandosi dopo aver rotto l'accordo e aiutato Aang a respingere la Nazione del Fuoco quando fanno irruzione nel tempio. Grazie al suo approccio scientifico al mondo, diventa amico di Sokka e sviluppa insieme una serie di dispositivi. In seguito aiuta l'invasione nel Giorno del Sole Nero con numerose nuove invenzioni, tra cui sottomarini a propulsione idraulica. Quando l'invasione fallisce, viene catturato e successivamente ricongiunto con il figlio Teo dopo la guerra.
- Teo (stagione 1, 3), voce originale di Daniel Samonas, italiana di Marco Vivio (st. 1) e Leonardo Graziano (st. 3) 
È il figlio del Meccanico, reso paraplegico e confinato su di una sedia a rotelle a causa di un'alluvione. Un ragazzo di buon cuore, rispettoso e onesto, presto diventa amico di Aang. Dopo aver scoperto che suo padre ha creato le macchine per la Nazione del Fuoco, Teo aiuta Aang a respingere gli incursori della Nazione del Fuoco. Ritorna durante l'invasione del Giorno del Sole Nero, ma si deve separare da suo padre quando il gruppo dell'Avatar è costretto ad arrendersi. Accompagna Aang al Tempio dell'Aria dell'Ovest, in cui fa amicizia con Haru e il Duca prima che il gruppo degli Avatar è costretto a fuggire quando Azula attacca il tempio. Si riunisce con suo padre dopo la guerra.

### Nazione del Fuoco
- Zhao (stagione 1), voce originale di Jason Isaacs, italiana di Saverio Indrio.
È un ammiraglio della Nazione del Fuoco che nella prima stagione dedica ogni sua energia e ogni suo uomo al suo servizio all'inseguimento di Zuko e dell'Avatar. Arrogante, ambizioso e tenace, Zhao è un potente dominatore del fuoco; tuttavia è totalmente privo di controllo, come sottolineato dal suo ex maestro Jon Jon, portandolo più volte a lasciarsi prendere dalle emozioni e ad agire senza pensare alle conseguenze, danneggiando se stesso e i propri alleati. Durante l'assedio del Nord tenta di distruggere la Tribù dell'Acqua del Nord dapprima catturando Tui, lo spirito della luna e fonte necessaria del dominio dell'acqua, per poi ucciderlo in un impeto di rabbia e per questo suo gesto sconsiderato, che avrebbe danneggiato tutto l'equilibrio del mondo se non fosse stato per il sacrificio della principessa Yue, viene rapito da La, lo spirito dell'oceano, e portato nel mondo degli spiriti.
- Sozin (stagione 3): voce originale di Ron Perlman (da vecchio) e Lex Lang (da giovane).
È stato il Signore del Fuoco che ha iniziato la guerra con le altre nazioni, e il bisnonno di Zuko e Azula. In un flashback, è stato dimostrato che un tempo era amico di Avatar Roku, che era solito condividere un compleanno con lui, ma disobbedì al suo editto contro la guerra e in seguito lo lasciò a morire a causa di un'eruzione vulcanica. Senza l'Avatar a mantenere l'equilibrio, Sozin spazzò via i Nomadi dell'Aria usando il potere di una cometa che passava in quel momento, ribattezzata in suo onore la Cometa di Sozin. Si dice che, nei suoi ultimi momenti prima della morte, Sozin si sia pentito delle sue azioni.

- Mai (stagioni 2-3), voce originale di Cricket Leigh, italiana di Perla Liberatori.
Ragazza impassibile e imperscrutabile, sempre annoiata e priva di emozioni che insieme a Ty Lee accompagna la principessa Azula nel suo viaggio per catturare Zuko, Iroh, e l'Avatar. Si rivela essere innamorata fin da piccola di Zuko e decide di accompagnare Azula sia per scappare dalla noia che per rivederlo; lo ama al punto che arriverà a sfidare Azula per lui. Mai è un'esperta lanciatrice di stiletti e porta con sé un vero e proprio arsenale di lame da lancio. È la figlia di Michi e dell'ex governatore di Omashu Ukano, e ha un fratello minore di nome Tom-Tom, che nella graphic novel Smoke and Shadow, è uno dei protagonisti, essendo rapito dal padre assieme alla sorellastra di Zuko Kiyi, come parte di un rituale ad opera della setta dei Fire Warriors, di cui Azula fa parte. Alla fine Mai farà arrestare il padre, con la promessa che un giorno si possa redimere dalle sue azioni.
- Ty Lee (stagioni 2-3), voce originale di Olivia Hack, italiana di Eleonora Reti.
Una sorridente ed energica ragazza che insieme a Mai accompagna la principessa Azula, dalla quale viene manipolata affinché la segua. Sembra aver un debole per Sokka, e cerca di fargli la corte ad ogni loro incontro/scontro. Ty Lee è un'abile acrobata che ha la capacità di individuare e premere i punti di pressione che rilassano i muscoli dell'avversario e interrompono i flussi di chi, impedendogli di muoversi e di esercitare il dominio. Alla fine della serie diventa una guerriera di Kyoshi, insegnando anche alle guerriere come colpire i punti di pressione degli avversari. Nata in una famiglia aristocratica, ha sei sorelle gemelle: Ty Lin,Ty Lat, Ty Lao, Ty Liu, Ty Lum e Ty Woo, tutte acrobate come lei.
- Ursa (stagioni 2-3), voce originale di Jen Cohn, italiana di Monica Ward.
Madre di Zuko e Azula e precedentemente moglie del signore del fuoco Ozai, nonché nipote dell'Avatar Roku. Il suo passato ed il suo fato viene svelato nella graphic novel The Search. Figlia del magistrato Jinzuk e di Rina, viveva in un villaggio chiamato Hira'a ed era innamorata di un attore di nome Ikem, ma il giorno in cui questi le chiese di sposarlo lei ricevette la visita di Ozai con la medesima richiesta. Costretta ad accettare, iniziò la sua nuova vita alla corte della Nazione del Fuoco, senza più vedere i suoi genitori e l'uomo che amava. Quando seppe che Ozai avrebbe dovuto uccidere Zuko, Ursa gli propose un patto: un veleno che non lasciava traccia (con cui Ozai avrebbe ucciso suo padre per ottenere il trono) per la vita di Zuko. Tuttavia fu esiliata affinché non cospirasse contro Ozai. Tornata ad Hira'a, ritrovò Ikem ma con un volto diverso e chiamandosi Noren: quando lei lasciò il villaggio, Ikem se ne andò alla Valle dell'oblio dove incontrò la Signora dei volti, uno spirito che una volta l'anno avrebbe donato un nuovo volto alle fortunate persone che l'avrebbero incontrata. Ursa decise di fare lo stesso e quando trovò lo spirito, questi le chiese se desiderasse anche dimenticare il passato alla corte: lei accettò (dimenticandosi quindi di Zuko e Azula) per poi sposare Ikem, diventando Noriko, e avendo da lui una figlia di nome Kiyi, che diventerà dominatrice del fuoco come suo fratello e sua sorella. Dopo gli eventi della serie animata, grazie ad Aang, riacquista il vecchio volto e i ricordi. Caratterialmente, Ursa è una madre amorevole, disposta a tutto per proteggere i suoi cari. Ama incondizionatamente sia Zuko che Azula e disprezza Ozai, soprattutto per come tratta Zuko.
- Azulon (stagione 2), voce originale di Walker Edmiston.
Era il figlio di Sozin e il padre di Ozai e Iroh, e quindi il nonno paterno di Zuko, Azula e Lu Ten. Fu ucciso da Ozai nel tentativo di revocare il diritto di nascita di Iroh (come primogenito) dopo aver creduto che questo fosse inadatto alla posizione considerando che aveva perso il figlio Lu Ten e non aveva eredi apparenti. Dopo aver ascoltato le sue condizioni per la revoca del diritto di nascita (un figlio per un figlio), la Principessa Ursa intervenne e lo avvelenò volontariamente e si offrì per l'esilio al fine di proteggere suo figlio Zuko. È stato rivelato che la sua nipotina Azula e l'ingresso del porto della Nazione del Fuoco hanno preso il suo nome. Durante un flashback del suo funerale, è stato detto che era vedovo mentre sua moglie Ilah (mai vista nella serie) è morta prima di lui.
- Lu Ten (stagione 2-3): deceduto 5 anni prima degli eventi della trama principale, era l'unico figlio ed erede apparente del generale Iroh, quindi cugino di Azula e Zuko. La sua morte durante l'assedio di Ba Sing Se, portò alla decisione di Ozai di usurpare Iroh come erede al trono della Nazione del Fuoco. Iroh si mostra ancora in lutto per la sua morte nell'episodio della seconda stagione I racconti di Ba Sing Se, intitolato "The Tale of Iroh".
- Saggi del fuoco (stagioni 1, 3): sono un gruppo di guardiani religiosi d'élite dei monumenti dell'Avatar. Sono i fondatori della Nazione del Fuoco, e il capo dei Saggi era conosciuto come un Signore del Fuoco. Tuttavia, nel corso degli anni, la Nazione del Fuoco divenne una monarchia e il titolo di Signore del Fuoco fu riservato al capo dello stato, quindi l'inizio della linea di sangue reale della Nazione del Fuoco. I Saggi si sono distanziati dalla famiglia reale e hanno iniziato a servire l'Avatar, ma nel corso di cento anni alcuni di loro si sono seccati verso l'Avatar per averli abbandonati e così hanno iniziato a servire di nuovo la Famiglia Reale del Nucleo del Fuoco. Hanno avvisato Fire Lord Ozai dell'esistenza di Avatar Aang quando Aang è entrato nello stato Avatar per la prima volta. I Saggi sono anche l'autorità religiosa de facto per le cerimonie nuziali, funebri e di incoronazione del Royal Nation del Fuoco, così come per identificare il nuovo Avatar nato dalla Nazione del Fuoco.
- Ran e Shaw (stagione 3): sono due draghi rossi e blu colossali conosciuti come i Signori del Fuoco e sono gli ultimi draghi vivi conosciuti al momento. Come draghi, sono la fonte di tutte le piega del fuoco. Iroh affrontò il loro giudizio e ricevette il loro insegnamento e in cambio mantenne la loro esistenza segreta da tutti, arrivando persino a mentire sul fatto di ucciderli e di adottare il titolo di "Dragon of the West". Sia Zuko che Aang hanno affrontato il loro giudizio e hanno ricevuto i loro insegnamenti.
- Generale Shinu (stagione 1, 3): un tempo colonnello, apparve per la prima volta come ufficiale degli arcieri Yuyan, una squadra di arcieri d'élite. Più tardi fu promosso generale, e riportato all'incontro di guerra del Signore del Fuoco il giorno prima dell'eclissi.
- Yon Rha (stagione 3), voce originale di Tim Dang. Ex-ufficiale della divisione della Marina della Nazione del Fuoco conosciuta come Predatori meridionali che, avendo l'incarico di trovare l'ultimo dominatore dell'acqua presente nella Tribù dell'Acqua del Sud, anni fa uccise Kya, la madre di Sokka e Katara, quando questa gli raccontò di essere lei, colei che cercava, così da proteggere la figlia. Successivamente, è andato in pensione ed è andato a vivere con la madre, donna acida e crudele che ha trasformato lo spietato comandante in un uomo sottomesso e debole. Quattro anni dopo essersi ritirato, Katara lo rintraccia, rivelandogli la verità su quanto accaduto anni prima, ma la ragazza quindi, vedendo come Yon Rha si è ridotto, decide di risparmiarlo, non volendo macchiarsi di omicidio per colpa di un uomo che, peraltro, è già talmente miserabile che ucciderlo sarebbe quasi un gesto di misericordia.

### Tribù dell'Acqua
- Kya (stagioni 2-3), voce originale di Grey DeLisle.
Era la madre di Sokka e Katara. Si è sacrificata per proteggere l'ultima dominatrice dell'acqua della sua tribù, sua figlia Katara, raccontando a un membro della Marina di Fuoco, conosciuti come i Predatori meridionali, di essere lei l'ultima dominatrice e venendo per questo giustiziata.
- Bato (stagioni 1-3), voce originale di Richard McGonagle.
È un amico di Hakoda. Viene visto per la prima volta nel primo libro e in seguito prende parte all'invasione di Sokka della nazione del fuoco durante il terzo libro; alla fine per essere imprigionato al suo fallimento, e rilasciato nel finale.
- Re Arnook (stagione 1), voce originale di Jon Polito, italiana di Stefano Mondini.
Capo della Tribù dell'Acqua del Nord e padre della principessa Yue. Aiuta a sconfiggere la Nazione del Fuoco nel loro raid alla tribù alla fine del Libro primo, ma non viene più visto o menzionato in seguito.
- Hakoda (stagioni 1-3), voce originale di André Sogliuzzo.
Padre di Sokka e Katara. Rincontrato dai due fratelli nella seconda stagione e riuniti nuovamente nella terza, organizza insieme a loro un attacco nel giorno dell'eclissi solare. L'attacco però fallisce e per permettere al gruppo di Aang di salvarsi, si oppone ai Dominatori del fuoco che, col termine dell'eclissi, contrattaccarono e venendo in seguito catturato. Verrà salvato dalla prigione in cui verrà rinchiuso da Sokka e Zuko, ma poi deve separarsi nuovamente dai figli, stavolta senza essere catturato, quando questi ed il loro gruppo devono scappare da Azula.
- Kanna (stagione 1, 3), voce originale di Melendy Britt.
Nonna di Sokka e Katara. Avendo cresciuto i due fratelli, all'inizio non condivideva la presenza di Aang, ritenendola un possibile pericolo per la vita dei nipoti, ma in seguito incoraggia Katara a seguirlo nel suo viaggio intorno al mondo. Quando Aang, Sokka e Katara arrivano alla Tribù dell'Acqua del Nord scopre Katara scopre che sua nonna era originaria di lì ma la lasciò quando venne promessa in sposa al giovane maestro Pakku, perché sebbene lui l'amasse lei non lo ricambiava. Anni dopo i due si ritrovano e si fidanzano nuovamente.
- Yue (stagione 1), voce originale di Johanna E. Braddy, italiana di Emanuela D'Amico.
Unica figlia di Arnook, capo della Tribù dell'Acqua del Nord. Destinata a morire poco dopo la nascita a causa della sua fragilità venne in seguito salvata da Tui, lo spirito della luna, che rispose alle preghiere dei suoi genitori: i suoi capelli, grazie all'intervento dello spirito, divennero bianchi e venne chiamata "Yue" proprio in onore alla Luna - infatti il suo nome (月T, YuèP) è il primo carattere cinese per "Luna"(月亮T, YuèliàngP). Dopo che Zhao uccide lo spirito della luna, Iroh nota che in Yue è presente parte della vita dello spirito e si offre di restituirgliela, disperando Sokka che ne era innamorato. Dopo la morte è diventata quindi il nuovo spirito della luna, dicendo addio a Sokka con un bacio. Da notare come in "L'assedio del Nord (seconda parte)", mentre la morte di Tui gettò tutto nell'ombra oscurando la Luna stessa, gli occhi di Yue mantennero il loro colore, ad indicare la presenza in lei della forza vitale dello spirito.
- Hama (stagione 3), voce originale di Tress MacNeille.
È una donna anziana che nella Nazione del Fuoco gestisce una locanda, nella quale ha offerto un posto in cui stare al team Avatar dopo averli trovati accampati nei boschi. In seguito rivela che lei era, in quel momento, l'ultima dominatrice dell'acqua della Tribù dell'Acqua del Sud, e un'amica d'infanzia di Kanna (la nonna di Sokka e Katara) prima di essere fatta prigioniera dalla Nazione del Fuoco. Dopo anni di prigionia, riuscì a scappare quando scoprì che, grazie al potere fornito dalla luna piena, il dominio dell'acqua può essere diretto contro la parte liquida del sangue all'interno dei corpi, sviluppando la tecnica chiamata dominio del sangue, che funziona in modo simile ad un burattinaio. Grazie a questa tecnica, poteva manipolare i movimenti delle persone e l'ha usata per manipolare il corpo delle guardie affinché la liberasse, ma ormai non c'era nessun altro con cui scappare. Sola e convinta di essere rimasta l'ultima dominatrice dell'acqua della tribù del Sud, ha nutrito rancore verso i soldati della Nazione del Fuoco che l'hanno imprigionata, vendicandosi anche di qualsiasi cittadino della Nazione del Fuoco si avvicinasse alla montagna durante la luna piena. Con il tempo ha affinato la tecnica imparando ad estrarre l'acqua anche dalle piante, permettendole di ottenere fonti d'acqua con cui combattere in qualsiasi momento. Ha ingannato Katara in modo che la giovane imparasse la tecnica e mandasse avanti la sua vendetta, ma quando la giovane rifiutò, tra le due scoppiò uno scontro che terminò quando per impedire ad Hama di controllare Aang e Sokka, giunti in suo aiuto, Katara utilizza il dominio del sangue contro di lei. Anche se questo porta all'arresto di Hama, questa si rallegra con malvagità dato che, alla fine, è effettivamente riuscita a spingere Katara ad utilizzare la sua terribile arte.

### Nomadi dell'Aria
- Appa (stagioni 1-3), voce originale di Dee Bradley Baker.[9]
È il bisonte volante di Aang che funge da utile e veloce mezzo di trasporto del gruppo nei loro viaggi per il mondo.[20] È stato in ibernazione con Aang per cent'anni e ha un legame molto forte con lui. Possiede la capacità di volare e può utilizzare la sua coda per generare potenti raffiche d'aria, così come può attirare a sé gli oggetti facendo un profondo respiro. Come già detto, ha un forte legame col suo amico e padrone, e mostra spesso una spiccata intelligenza e forza, che salverà in innumerevoli situazioni Aang e gli altri. Secondo Aang, i bisonti volanti erano i primi dominatori dell'aria.[21] I creatori dello show, Michael Dante DiMartino e Bryan Konietzko, hanno descritto Appa come un incrocio tra un bisonte e un lamantino.[22] È noto per perdere il pelo alla fine dell'inverno.[23]
- Momo (stagioni 1-3), voce originale di Dee Bradley Baker.
È un lemure volante trovato da Aang durante la sua visita alle rovine del Tempio dell'Aria del Sud. Stringerà una forte amicizia con Appa. Il co-creatore Bryan Konietzko, ammette che Momo è il suo personaggio preferito da disegnare e che il suo linguaggio del corpo deriva dai ricordi del gatto d'infanzia.[24] Secondo i creatori, Momo aveva lo scopo di rappresentare lo spirito di Monk Gyatso, il mentore di Aang. Dopo che Momo mangia una pesca, Aang decide di chiamarlo Momo, che in giapponese significa "pesca".[25]
- Gyatso (stagioni 1-3), voce originale di Sab Shimono (da vecchio) e Sean Marquette (da giovane).
Monaco membro del Consiglio degli anziani del Tempio dell'Aria del Sud e maestro di Aang. Definito da questi il più grande dominatore dell'aria del suo tempo, era un amico di Roku (la vita precedente di Aang) che lo aveva conosciuto durante il suo addestramento al dominio dell'aria. Quando Aang lo scopre ne rimane assai sorpreso, ma Roku gli dice che "alcune amicizie sono così forti che trascendono perfino la vita terrena".

### Loto Bianco
- Bumi (stagioni 1-3), voce originale di André Sogliuzzo, italiana di Sergio Tedesco.
È l'anziano re della città di Omashu, nel Regno della Terra. È un sovrano alquanto buffo e stravagante, ma pone sempre prima di tutto la sicurezza della sua città; è inoltre un amico di vecchia data di Aang. Nonostante la sua apparenza di vecchietto debole e indifeso, Bumi è in realtà uno dei più potenti dominatori della terra della serie; fa inoltre parte dell'Ordine del Loto Bianco, un gruppo di filosofi e pensatori illuminati di tutte le quattro nazioni. Bumi è molto vecchio: avendo conosciuto Aang da piccolo la sua età è di centododici anni; è speciale anche perché è l'unico personaggio della serie con i capelli rossi (nei vecchi ricordi di Aang). È anche ossessionato dall'utilizzo del pensiero laterale.
- Pakku (stagioni 1-3), voce originale di Victor Brandt.
È il maestro che insegna il dominio dell'acqua a Katara e ad Aang. È un anziano e rispettato dominatore dell'acqua che vive nella Tribù dell'Acqua del Nord, ed ammesso alla corte reale. All'inizio non voleva insegnare il dominio a Katara in quanto i rigidi costumi della tribù imponevano agli uomini il dominio per la guerra e difesa, ed alle donne il dominio curativo: Katara ne è furiosa, e arriva a sfidarlo in combattimento per convincerlo, riuscendo a suscitare il suo apprezzamento, ma senza fargli cambiare idea. Tuttavia il maestro cede quando scopre che la collana che porta la ragazza al collo venne fatta da lui molti anni prima, rivelando di essere il fidanzato della nonna di Katara e Sokka prima che lei scappasse al Sud; dopo l'assalto della Nazione del Fuoco parte per il polo Sud per scusarsi e sposarla. Fa parte anch'egli dell'Ordine del Loto Bianco.
- Jeong Jeong (stagione 1, 3), voce originale di Keone Young, italiana di Pierluigi Astore (st. 1).
È un ex ammiraglio della marina della Nazione del Fuoco che vive in esilio con i suoi seguaci. Anche se un tempo era stato l'insegnante di Zhao, questi lo abbandonò perché credeva che i suoi metodi di insegnamento fossero inefficaci. Ha insegnato ad Aang le basi del Dominio del Fuoco usando una fiamma e una foglia, anche se l'Avatar alla fine cedette e realizzò che aveva bisogno di seguire il corretto ciclo elementale. Come con la maggior parte dei maestri più anziani incontrati dal Team Avatar, Jeong Jeong si è rivelato come un membro del Loto Bianco alle porte di Ba Sing Se.
- Piandao (stagione 3), voce originale di Robert Patrick, italiana di Roberto Draghetti.
Grande maestro di scherma, calligrafia e metallurgia. Insegna a Sokka l'arte della spada e lo aiuta a costruire la sua spada forgiata da un meteorite. Anche se intuisce subito che Sokka non proviene dalla Nazione del Fuoco, accetta senza obiezioni di insegnargli, perché ritiene che la propria arte appartenga a tutti e non ad una sola nazione. È molto attento a ciò che gli accade intorno, quindi intuisce presto che Aang, nonostante il travestimento che indossa, è l'Avatar. Fa parte dell'Ordine del Loto Bianco.

### Combattenti per la libertà
- Jet (stagione 1-2), voce originale di Crawford Wilson, italiana di Simone Crisari.
È un carismatico ragazzo che ha formato un gruppo di giovani ribelli, i Combattenti per la libertà, per lottare contro la Nazione del Fuoco che ha ucciso i loro genitori e portato dolore in tutto il Regno della Terra. I suoi intenti rivoluzionari sono però immaturi e si fermano ai vandalismi ed agli attentati. Per lui ormai eliminare la Nazione del Fuoco è più importante che salvare il Regno della Terra. Cerca di ingannare Aang e Katara per applicare i suoi piani di vendetta che però falliscono grazie a Sokka. In seguito decide di abbandonare i propositi di vendetta ed iniziare una nuova vita a Ba Sing Se, ma senza riuscire a liberarsi dai fantasmi del passato. Jet non è un Dominatore della terra, ed è armato di una coppia di spade uncinate: sorta di lunghi uncini affilati con spuntoni all'elsa; una arma molto versatile ma non potente. Muore durante la conquista di Ba Sing Se da parte della Nazione del Fuoco.[26]
- Fifone (stagioni 1-3), voce originale di Sterling Young.
È il più grande e il più forte dei Combattenti della libertà (a dispetto del suo nome). Si unisce all'invasione contro la Nazione del fuoco il giorno del Sole Nero, al termine della quale viene catturato. Compare durante i festeggiamenti finali dopo la sconfitta del Signore del Fuoco.
- Fiuta api (stagioni 1-2), voce originale di Nika Futterman, italiana di Gilberta Crispino.
È un membro dei Combattenti per la libertà. Durante il primo incontro con Avatar, Katara e Sokka, aiutò Jet a distruggere una diga. In seguito, accompagna Jet e Lanciolungo a Ba Sing Se, ma lascia Jet dopo averlo visto ossessionato dal tentativo di dimostrare che Iroh e Zuko sono dominatori del fuoco. Diventa il nuovo leader dei Combattenti per la libertà dopo la morte di Jet. A causa dell'aspetto e del comportamento, viene costantemente scambiata per un ragazzo.
- Lanciolungo (stagioni 1-2), voce originale di Marc Donato.
È il membro silenzioso dei Combattenti per la libertà. Accompagna Jet e Fiuta api a Ba Sing Se. Dopo che Jet venne ferito a morte, pronuncerà le sue prime parole.
- Il Duca (stagione 1-3), voce originale di Mitch Holleman (st. 1) e Nick Swoboda (st. 3), italiana di Angelo Evangelista.
È il più giovane membro dei Combattenti per la libertà. Combatte al fianco di Fifone il giorno dell'invasione del Sole Nero. Dopo il fallimento della spedizione contro la Nazione del Fuoco, si reca al Tempio dell'Aria dell'Ovest. Fa ritorno per i festeggiamenti finali insieme a Fifone dopo la sconfitta del Signore del Fuoco.

### Mondo degli spiriti
- Tui e La (stagione 1): sono rispettivamente gli Spiriti Luna (Tui) e Oceano (La) che hanno viaggiato nel mondo fisico e vi sono rimasti. I due spiriti assunsero la forma di koi che occupava l'oasi dello spirito nella capitale della Tribù dell'Acqua del Nord. I due spiriti svolgono un ruolo importante nel dominio dell'acqua, informazioni che l'ammiraglio Zhao ha appreso e utilizzato per uccidere Tui per rimuovere definitivamente questo dominio. Tuttavia, abilitato da Aang nel suo stato Avatar, La ha assunto la sua vera forma per scacciare la forza di invasione della nazione del fuoco prima di apprendere che Tui è rianimato dal sacrificio di Yue. Sulla via del ritorno all'Oasi dello Spirito, trovando l'uomo che ha ucciso Tui, La trascinò Zhao nelle profondità. Il movimento di spinta e spinta di Tui e La, nelle loro forme koi, assomigliano al simbolo filosofico cinese di Yin e Yang. La loro somiglianza con il simbolo è più che casuale, poiché i due spiriti incarnano il significato del simbolo.
- Koh (stagioni 1, 3), voce originale di Erik Todd Dellums, italiana di Massimo Lodolo.
È uno spirito antico che ruba i volti delle sue vittime a meno che non siano inespressivi. Una delle vittime di Koh era l'amata di Avatar Kuruk come mezzo per mettere l'Avatar al suo posto per abbassare la guardia durante il tempo di pace. Durante la sua permanenza alla Northern Water Tribe, Aang incontrò Koh mentre conosceva le identità degli spiriti della Luna e dell'Oceano. In Avatar: The Last Airbender - La Ricerca, viene rivelato che Koh è il figlio estraniato della Madre dei Volti, che può riportare le vittime di suo figlio alla normalità o alterarne l'aspetto.
- Wan Shi Tong (stagione 2), voce originale di Héctor Elizondo.
È un potente spirito gufo, che afferma di conoscere "diecimila cose", che ha portato la sua biblioteca nel mondo fisico, il suo contenuto fornito dal suo volpi alla ricerca della conoscenza, per aiutare le persone a migliorarsi attraverso la sua collezione. Tuttavia, a seguito dell'apprendimento di Zhao degli Spiriti dell'Oceano e della Luna, Wan Shi Tong si è disilluso con gli umani per aver usato le sue conoscenze nel loro conflitto. Dopo che Aang e i suoi amici mentono per acquisire informazioni sul Giorno del Sole Nero, nonostante le loro giuste ragioni, Wan Shi Tong porta la sua biblioteca di nuovo al Mondo degli Spiriti con gli umani non più consentiti, con l'eccezione di un professore di Ba Sing Se di nome Zei chi ha deciso di vivere in biblioteca.
- Hei Bai (stagione 1).
È uno spirito di foresta in bianco e nero che a volte assume la forma di un docile panda gigante, ma può anche trasformarsi in un mostro gigante a quattro braccia feroce quando infuriato. È il protettore delle foreste del Regno della Terra. Fu visto per la prima volta terrorizzando il villaggio di Senlin e incolpando gli occupanti della distruzione della sua foresta vicina, non sapendo che era causata dalla Nazione del Fuoco. Quando Aang alla fine lo calmò, aiutò Aang a stabilire un legame con lo spirito di Avatar Roku e gli mostrò una visione della cometa di Sozin. È stato visto per la prima volta da Avatar Aang fuori dal Mondo degli Spiriti quando Aang era nella Northern Water Tribe.
- Tartaruga-leone (stagione 3), voce originale di Jim Cummings.
Sono gigantesche creature ibride di leone e tartaruga. Sono la fonte-imbarcazione di Elemental Bending che è presente in tutta la serie. Ogni Lion Turtle rappresenta un elemento specifico e quindi può solo dare la piegatura relativa a quell'elemento. Sono visti come divinità e sono quindi l'autorità suprema delle quattro nazioni. Prima dell'istituzione delle Quattro Nazioni, servivano come Città delle Tartarughe-Leone, con un'intera città sul retro delle loro conchiglie. Usando Raava The Light Spirit, hanno concesso ad Avatar Wan l'abilità di piegare tutti e quattro gli elementi. Non si sa esattamente cosa gli sia successo dopo aver deciso di lasciare il mondo nella protezione di Wan, solo che uno ha deciso di rimanere e concedere la curvatura spirituale di Avatar Aang.

### Altri personaggi o associazioni
- Tribù di dominatori della sabbia (stagione 2): dominatori della terra specializzati nel dominio della sabbia. Sono indigeni del deserto Si Wong nel Regno della Terra e sono divisi in tribù separate. Il team Avatar ha utilizzato una delle loro zattere mentre erano bloccati nel deserto a causa della scomparsa di Appa, che era stato rubato dagli stessi dominatori della sabbia.
- Tribù di dominatori della palude (stagione 2, 3): abitanti della palude nebbiosa. Usano il dominio dell'acqua per controllare le liane nella palude. Appaiono per la prima volta nella seconda stagione come cacciatori, e successivamente nella terza stagione per aiutare con l'invasione della Nazione del Fuoco. Sono imprigionati quando l'invasione fallisce ma vengono rilasciati nel finale.
- Dai Li (cinese: 戴笠 pinyin: dài lì): la polizia segreta di Ba Sing Se e gli esecutori culturali, hanno agito sotto Long Feng e poi Azula. Nella serie sequel, i Dai Li continuano come una forma antagonista contro l'Avatar per il fatto di essere i leali esecutori della Regina della Terra Hou-Ting. Nell'episodio segreto viene rivelato che Dai Li è stato fondato da Avatar Kyoshi.
- Guerrieri del Sole (stagione 3): sono l'antica civiltà che ha scoperto per la prima volta il dominio del fuoco, trasmesso poi alla Nazione del Fuoco. Si pensa che si siano estinti migliaia di anni prima degli eventi principali della serie, sebbene vivano in segreto e come protettori dei Maestri del dominio del fuoco Ran e Shaw.
- Attori dell'Isola di Ember (stagione 3): sono una compagnia di recitazione che imita le avventure dei protagonisti grazie al mercante di cavoli che documenta le avventure del gruppo. Sebbene non siano noti per la loro recitazione, fanno un sacco di sforzi nelle loro produzioni. Molti dei personaggi principali della serie sono interpretati dagli attori nel gioco, tra cui: Katara, Sokka, Aang, Zuko, Iroh, Suki e le guerrieri Kyoshi, Jet, King Bumi, Pirati, Blue Spirit (anche se portato sulla scena come se non fosse l'alter ego di Zuko), La, Zhao, Yue, Azula, il Signore del Fuoco Ozai, Ty Lee e Mai, Il Dai Li e il Re della Terra Kuei Hou-Ting. Durante l'intervallo i veri Aang, Katara, Sokka, Toph, Suki e Zuko hanno trasmesso le loro rimostranze riguardo ai loro ritratti. Con il gruppo che si lamenta della rappresentazione di Aang da parte di una donna, le battute sugli scherzi del cibo di Actor Sokka, l'attrice Katara è un pianto predatore ossessionato dalla speranza e gli errori passati di Zuko gli vengono spinti in faccia.
- June e Nyla (stagioni 1, 3), voce originale di Jennifer Hale, italiana di Tatiana Dessi (stagione 1), Monica Ward (stagione 3)(June).
Sono una coppia di cacciatori di taglie super-efficaci che viaggiano nel Regno della Terra e sono stati impiegati da Zuko nella sua ricerca di Aang e in seguito di Zio Iroh. June caccia la sua preda con l'aiuto di "Nyla", un essere ibrido tra un cane, una talpa dal naso stellato e un formichiere che è totalmente cieca ma possiede un senso dell'olfatto acutissimo, in grado di rintracciare la preda anche a centinaia di miglia di distanza. June è fiduciosa e sicura di sé e possiede una forza fisica impressionante. Nyla invece è dotata di una lingua estremamente lunga, con l'estremità che secerne un veleno capace di paralizzare un uomo adulto. Il suo olfatto la rende perfetta per dare la caccia a persone o oggetti, tuttavia non può essere esposta contemporaneamente a un numero eccessivo di profumi troppo intensi, altrimenti ne viene "accecata" e confusa. Inizialmente è ostile ad Appa, ma i due quando si reincontrano qualche mese dopo, dimostrano di essere diventati amici.
- Uomo combustione (stagione 3): in precedenza "Uomo scoppio boom boom" (vero nome sconosciuto, anche se è implicito che Zuko sappia come si chiami) è apparso nel terzo libro come un assassino ingaggiato dal principe Zuko per uccidere Aang. La sua arma principale è un metodo unico di dominio del fuoco che gli consente di generare esplosioni da un terzo occhio dipinto sulla fronte, per cui terrorizza l'Avatar e i suoi amici. Non ha parti parlanti e non mostra manierismo se non quelli che suggeriscono un feroce attaccamento al suo scopo. Non è noto se vi sia alcuna connessione tra lui e il personaggio de La leggenda di Korra P'Li, che ha mostrato abilità simili.
- Venditore di cavoli (stagioni 1-2), voce originale di James Sie.
Anonimo e sfortunatissimo venditore di cavoli; viaggia colla sua merce per il Regno della Terra e capita spesso nelle stesse località ove si ritrovano l'Avatar Aang ed i suoi amici. Svolge il ruolo di macchinetta comica: i suoi preziosi ed adorati cavoli finiscono sempre per fare una brutta fine, insieme al carretto, ogni volta per una ragione diversa.

## Accoglienza
I personaggi di Avatar - La leggenda di Aang hanno ricevuto elogi dai revisori. Troy Island Mell, di IGN, ha ritenuto che la storia "non sarebbe stata affatto buona così com'è senza la sua capacità di creare personaggi così forti". In particolare, Mell ha elogiato lo sviluppo di Katara e Zuko durante la prima stagione, ma pensava che il rapporto di Zuko con suo zio non fosse "molto organico". Jamie S. Rich di DVDTalk generalmente concordava con la valutazione di Mell dei personaggi. Rich ha inoltre elogiato il fatto che, a differenza di molte serie televisive di cartoni animati, Avatar introduce antagonisti che hanno una storia passata e "non [sono] semplicemente malvagi per il gusto di farlo".
Jeremy Mullin, un altro recensore di IGN, ritiene che i personaggi non siano stati realizzati in modo brillante, sebbene abbia notato che hanno introdotto un certo dramma e una tensione romantica che di solito non si trova su Nickelodeon, specialmente tra Aang e Katara. Anche Lair of Green Knight e DVD Verdict hanno goduto della tensione romantica, concentrandosi principalmente sul cast femminile: Katara, Toph e Azula, così come i due personaggi minori, Mai e Ty Lee. Fitz in Lair of the Green Knight ha lodato la decisione di non stereotipare la donna nei "soliti personaggi femminili deboli", ma di dare loro "opinioni forti e forza". IGN ha anche paragonato le relazioni tra i personaggi, complimentandosi con "l'amore proibito di Sokka e della Principessa Yue" mentre ha criticato la relazione di Iroh e Zuko per non essere stata rappresentata correttamente. DVDVerdict riteneva che alcuni personaggi minori, in particolare Mai e Ty Lee, fossero personaggi "innamorati o odiosi". Gabriel Powers di DVDActive riteneva che nonostante personaggi si identificassero con degli "archetipi" accurati, ciò non era una brutta cosa e si adattava bene alla serie.
Nel 2008, La leggenda di Aang è stato premiato con un Peabody per i suoi "personaggi insolitamente complessi". Ciò rende il cartone una delle pochi prodotti animati a vincere il premio e l'unico ad essere citata per il suo sviluppo del personaggio.

## Casting dei live-action

### Film
Per il film L'ultimo dominatore dell'aria, M. Night Shyamalan originariamente offrì i ruoli di Aang a Noah Ringer; Sokka a Jackson Rathbone; Katara a Nicola Peltz; e Zuko a Jesse McCartney. Sulla scelta di Nicola Peltz, Shyamalan ha commentato di non volere fare L'ultimo dominatore dell'aria senza di lei, dicendo che "l'ho detto solo una volta nella mia carriera, e fu quando incontrai Haley alle audizione de Il sesto senso". Nel febbraio 2009, Dev Patel ha sostituito McCartney, le cui date del tour erano in conflitto con un campo di addestramento programmato per il cast per allenarsi nelle arti marziali.
Il casting di attori completamente bianchi per i ruoli dei protagonisti nel film d'azione dal vivo influenzato dall'Asia, ha scatenato una reazione negativa che è stata segnata da accuse di razzismo, una campagna di scrittura di lettere e una protesta per le comparse asiatiche nel film tenutasi a Filadelfia. Jackson Rathbone ha respinto le lamentele in un'intervista con MTV, dicendo: "Penso che sia una di quelle cose in cui mi tiro su i capelli, mi faccio la barba sui lati, e ho decisamente bisogno di abbronzarmi, è una di quelle cose in cui, si spera, il pubblico sospenderà un per po' lo scetticismo". Shaun Toub, che interpreta Iroh, ha difeso le scelte di casting. Ha notato che "se avessero messo tutti gli asiatici in una certa nazione, penso che ci sarebbero state persone che avrebbero detto: 'Bene, ora stai stereotipando, dicendo che tutto ciò che ha a che fare con le arti marziali a ha che fare con gli asiatici. Quindi è bello mischiare e fare semplicemente l'inaspettato".
Il critico cinematografico Roger Ebert è stato una delle voci critiche sulla decisione del casting. Alla domanda sulla selezione di attori principalmente bianchi per interpretare i personaggi, ha detto: "La serie originale Avatar - La leggenda di Aang era molto apprezzata e popolare per tre stagioni su Nickelodeon, i suoi fan danno per scontato che i suoi eroi siano asiatici. Paramount e Shyamalan fanno di tutto per offendere questi fan? Ci sono molti giovani attori asiatici in grado di interpretare le parti". Jevon Phillips del Los Angeles Times ha notato che nonostante i tentativi di Shyamalan di disinnescare la situazione, il problema sarà "non svanire o essere trascurato", e che questo film esemplifica la necessità di un dibattito all'interno di Hollywood sulla diversità razziale nei suoi film. Il famoso disegnatore coreano Derek Kirk Kim ha reagito al casting del film paragonandolo a un ipotetico film che ritrae attori bianchi che indossano abiti tradizionali africani e che mangiano cibo tradizionale africano in capanne tradizionali africane. Shyamalan, tuttavia, ha ribattuto che "questo film, e poi gli altri tre film, saranno i film culturalmente più diversi mai realizzati".